# エンリケ2世 (ナバラ王)
エンリケ2世（スペイン語：Enrique II, 1503年4月18日 - 1555年5月25日）は、ナバラ王国の名目上の国王（在位：1517年 - 1555年）。ナバラ王フアン3世（ジャン・ダルブレ）とその妻で女王のカタリナ（カトリーヌ）の長子。アルブレ領主。アンリ・ダルブレ（Henri d'Albret）とも呼ばれる。

## 生涯
1517年、追放されていた母カタリナ女王の死去を受けて王位に即位した。このとき王国はアラゴン王フェルナンド2世に占拠されており、エンリケ2世はフランス王フランソワ1世の保護下でナバラ王を名乗った。
1516年にノワイヨンで、1518年にモンペリエで交渉が持たれたものの進展がなかったため、1521年にエンリケ2世の主権を回復すべく兵が派遣された。一時フランス兵によって領土を奪ったものの、結局はスペイン兵によって奪還された。
1525年、エンリケ2世はパヴィアの戦いで捕虜となったが脱出に成功し、翌1526年にはフランソワ1世の姉マルグリットと結婚した。彼女との間にアンリ4世の母となるジャンヌ・ダルブレ（ナバラ女王フアナ3世）をもうけた。
ユグノーに対して同情的だったといわれるエンリケ2世は、1555年5月25日にポーで死去した。